# Waldemar Erfurth
Waldemar Erfurth, né le 4 août 1879 à Berlin, mort le 2 mai 1971 à Tübingen, est un général allemand d'infanterie.
Durant la Seconde Guerre mondiale, il fut l'officier allemand de liaison au quartier-général finlandais de 1941 à 1944. Il a écrit sur le chemin de fer de Mourmansk et a tenu un journal de guerre à partir de 1944.

## Biographie
Erfurth s'engage le 20 septembre 1897 comme volontaire avec la perspective d'une promotion dans le 35e régiment de fusiliers de l'armée prussienne à Brandebourg-sur-la-Havel. En 1899, il est promu lieutenant et en 1903, il est commandé à la fabrique de fusils de Spandau pour être formé à la réparation d'armes. En 1904, il devient adjudant du 1er bataillon et en 1906, il est envoyé à l'académie de guerre pour poursuivre sa formation. En 1909, il est affecté au régiment d'artillerie à pied de la Garde et, l'année suivante, au service du Grand État-Major général. Avec sa promotion au grade de capitaine, il est transféré le 22 mars 1912 au Grand État-Major général et, à partir de la mi-février 1914, il occupe le poste de second officier d'état-major à l'état-major général du 20e corps d'armée.

## Source
- (en) Cet article est partiellement ou en totalité issu de l’article de Wikipédia en anglais intitulé « Waldemar Erfurth » (voir la liste des auteurs).